# Cacciatore nostrano all'aglio di Caderzone
Il Cacciatore nostrano all'aglio di Caderzone è un salume italiano, tipico della Val Rendena, in provincia di Trento.

## Storia
Come gli altri salumi di Caderzone, il cacciatore nostrano all'aglio affonda le proprie radici nell'emigrazione degli abitanti di Caderzone e Strembo, nei mesi autunnali ed invernali, verso il mantovano. Qui impararono come produrre i salumi, importando le tecniche poi in Val Rendena, ma modificando le ricette, con un ampio utilizzo dell'aglio.
Il cacciatore nostrano, assieme agli altri salumi di Caderzone (salame di Caderzone all'aglio, salamella di Caderzone all'aglio e pancetta arrotolata di Caderzone all'aglio) sono sin dal 2000 riconosciuti come prodotti agroalimentari tradizionali italiani

## Preparazione e ingredienti
Per realizzare il cacciatore nostrano all'aglio vengono utilizzati tagli scelti di carne di maiale macinati con una macchina con fori da 6 mm. La carne viene poi aromatizzata con pepe nero, sale, aglio tritato e potassio nitrato. La mescolatura avviene brevemente a macchina, e poi terminata a mano per mantenere la grana della carne tritata.
I cacciatori vengono insaccati in un unico budello di manzo lungo circa tre metri, ma porzionato in sezioni di 15 cm circa, avendo cura di mantenere un piccolo spaziodi budello vuoto tra un cacciatore e l'altro.
I cacciatori vengono poi asciugati per una settimana in locali sotterranei, per poi venire stagionati per circa 40 giorni, sempre in locali sotterranei, a una temperatura di 14 °C e un'umidità dell'80%.
Il cacciatore nostrano all'aglio di Caderzone si distingue dal salame all'aglio, perché quest'ultimo è a grana più grossa, viene insaccato in porzioni più grandi e contiene una percentuale leggermente maggiore di aglio.